# Lee Garlington
Ann Leslie "Lee" Garlington (Teaneck, 20 de julio de 1953) es una actriz estadounidense.

## Biografía
Nació en Teaneck, Nueva Jersey. Ha participado en series como The West Wing, 7th Heaven, 8 Simple Rules, CSI: Crime Scene Investigation, Judging Amy, Will & Grace, L.A. Law, The Practice, Quantum Leap, Home Improvement, Boston Legal, Roseanne, Get a Life, Profiler, Medium, Lie to Me, entre otras. Interpretó a Kirsten en la última temporada de The Golden Girls y Ronni en Friends. De 2001 a 2005 tuvo un papel recurrente en Everwood. También actuó en la serie Lenny.
Garlington apareció en las secuelas de Psicosis, Psicosis II en 1983 y Psicosis III, en 1986. Actuó junto a Sylvester Stallone y Brigitte Nielsen en el thriller Cobra. En 1992 actuó en Sneakers interpretando a la doctora Elena Rhyzkov, una checoslovaca con conocimientos matemáticos.
Participó en el piloto de la serie Seinfeld "Crónicas de Seinfeld", donde interpretaba a una camarera que sería parte del elenco principal. Pero cuando la serie comenzó a ser producida, los productores decidieron que el personaje no seguiría. El 2 de septiembre de 2011, Jason Alexander (George Costanza en Seinfeld) fue invitado al programa Chat Show de Kevin Pollak, donde declaró que Garlington hizo algunas sugerencias inoportunas al cocreador de la serie Larry David, y que su papel fue desechado a causa de sus sugerencias.

## Filmografía
- North Blvd, 2018
- House by the Lake, 2017
- Her Last Will, 2016
- Do You Take This Man, 2016
- Band of Robbers, 2015
- Safelight, 2015
- Some Kind of Beautiful, 2014
- Action Hero, 2014
- The Angriest Man in Brooklyn, 2014
- ¡Buena suerte, Charlie!, 2011
- Prayers for Bobby, 2009
- Grey's Anatomy, 2005
- The Hot Chick, 2002
- The Sum of All Fears, 2002
- Dante's Peak, 1997
- Sneakers, 1992
- La séptima profecía, 1988.